# Blackburn Buccaneer
Il Blackburn Buccaneer fu un aereo da attacco britannico in servizio con la Royal Air Force e la Fleet Air Arm dal 1962 al 1993.
Il bireattore Buccaneer fu uno dei primi interdittori d'attacco ognitempo della storia, paragonabile all'A-6 Intruder, anch'esso imbarcato.
I Buccaneer, 16 dei quali esportati in Sud Africa, furono usati per decenni dalla RAF, che prese in carico anche quelli della Royal Navy, quando questa fu privata di aerei ad ala fissa. Il Buccaneer fu prodotto in oltre 200 esemplari, e i 4 piloni aggiuntivi per altri 5.400 kg di carico, inclusi 4 missili Martel-Sea Eagle o bombe laser-guidate,  aumentarono l'efficacia di un velivolo altrimenti obsoleto per la mancanza di aggiornamenti.

## Storia del progetto
I requisiti del Buccaneer furono dettati negli anni cinquanta del XX secolo, quando in piena guerra fredda i sovietici progettarono una nuova classe di incrociatori, la Sverdlov, potente e protetta oltre gli standard americani ed inglesi dell'epoca. Si rese quindi necessario un nuovo aereo d'attacco, con una robusta cellula che fosse in grado di sopportare i voli a bassa quota ed una portanza tale da permettere l'atterraggio anche da ponti non lunghissimi, con capacità di attacco convenzionale e nucleare e una velocità di circa 550 nodi con autonomia di 4000 km ed equipaggio formato da pilota e navigatore / operatore.
Data la riservatezza del progetto, nei documenti il velivolo fu inizialmente designato BNA (Blackburn Naval Aircraft) e successivamente BANA (Blackburn Advanced Naval Aircraft), dando di conseguenza origine all'appellativo di "Banana Jet" con cui divenne presto noto.
Il primo volo fu nell'aprile 1958, e le prove si svolsero durante il 1960. 
I primi modelli della versione S.1 erano equipaggiati con una coppia di turbogetti de Havilland Gyron Junior da 32 kN di spinta. La potenza si rivelò subito insufficiente: gli aerei non erano in grado di decollare con il carico completo di armamento e il pieno di carburante. Come soluzione temporanea si decise di far decollare i Buccaneer con il carico completo di munizioni e col minimo di carburante, con successivo rifornimento in volo da parte dei Supermarine Scimitar. La soluzione definitiva si ebbe con la versione S.2 equipaggiata con le turboventole Rolls-Royce Spey in grado di fornire una spinta superiore del 40% con un consumo di carburante molto più ridotto. Fu necessario allargare gli alloggiamenti per il motore, il che richiese una conseguente piccola modifica all'aerodinamica delle ali.
Nel 1961 iniziò la conversione operativa degli equipaggi mentre nel 1962 iniziarono le consegne ai reparti. Dopo il ritiro dalla Royal Navy per il disarmo delle portaerei deciso nel 1966, i Buccaneer operarono da basi a terra fino al 1991, anno del loro ritiro.
Il Buccaneer era robusto, non richiedeva il postbruciatore per volare a velocità altosubsoniche a differenza del Tornado ed era molto amato dai suoi equipaggi.

## Tecnica
Il Buccaneer aveva una fusoliera costruita secondo la regola delle aree, che non dovrebbe essere importante per una macchina subsonica. Il velivolo inglese era biposto in tandem, con due motori turboventola Rolls-Royce Spey; aveva un particolare vano portabombe per 4 ordigni da 454 kg, che lo rendeva più veloce dei caccia supersonici a bassa quota, quando erano armati di un carico analogo.
Il Buccaneer era abilitato anche al trasporto delle bombe atomiche inglesi come la Red Beard (Barba Rossa), alloggiate in un apposito vano portabombe rotante all'interno della fusoliera.
Tra le caratteristiche innovative, l'aerofreno di coda composto da due semiconi incernierati ed il tettuccio detonante, formato da un cordone di esplosivo che serviva per aprire un varco nella parte superiore del tettuccio coadiuvando l'azione dei sedili eiettabili di tipo Martin-Baker Zero Zero (funzionanti da quota 0 e velocità 0); questo tettuccio fu poi adottato sui successivi velivoli Harrier, Jaguar, Hawk e Tornado.
Per assicurare la capacità di rifornimento in volo, dopo varie prove con due tipi di sonda retrattile, che però davano problemi causati dalla turbolenza, venne adottata una semplice ma efficace sonda fissa che accompagnò il velivolo fino alla fine della sua vita operativa.

## Impiego operativo
Ebbe un impiego operativo di combattimento al termine della sua carriera quando, dopo essere stato dotato di designatore laser, un certo numero di esemplari fu inviato nel 1991 in Arabia Saudita durante la prima guerra del Golfo per coadiuvare i Tornado IDS della RAF nell'utilizzo delle bombe a guida laser.

## Versioni

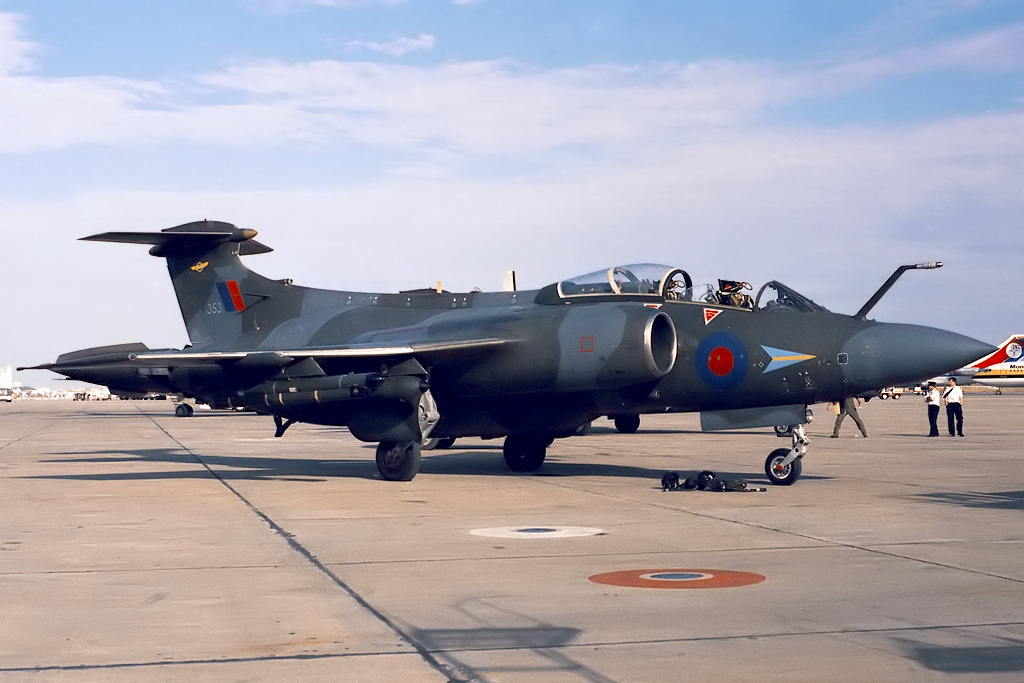
Un Blackburn Buccaneer S.2B

NA.39
Prototipo e Pre-Produzione costruito in venti esemplari (dei quali solo sei dati in carico a reparti operativi).
Buccaneer S.1
dotati dei motori De Havilland; divisi tra la RNAS (Royal Naval Air Station) di Lossiemouth e le quattro portaerei HMS Victorious, HMS Hermes, HMS Ark Royal e HMS Eagle, tranne due usati per le prove ed uno distrutto prima della consegna.
Buccaneer S.2 (2C, 2D)
dei quali le versioni C con parziali capacità e le D con capacità totali nell'uso del missile antinave Martel.
Buccaneer S.2 (conversioni a 2A e 2B)
nell'ottobre 1974, al momento del trasferimento dalla Fleet Air Arm alla RAF, gli esemplari di tipo 2C vengono ridesignati 2A, mentre i 2D vengono ridesignati in 2B. Ciò perché la Royal Navy radiò dal servizio le sue ultime portaerei con ponte abbastanza lungo da permettere l'operatività di velivoli non di tipo V/STOL, come il Sea Harrier che ha equipaggiato le portaerei della classe Invincible.

## Utilizzatori
Regno Unito
- Royal Air Force
- Fleet Air Arm

 Sudafrica
- South African Air Force

## Esemplari attualmente esistenti
Nell'estate 2013 risultano essere rimasti quattro Buccaneer in grado di volare, tutti nella versione 2B: tre appartengono alla collezione "Thunder City" di Città del Capo e un altro al Buccaneer Aviation Group, che lo ha acquistato nell'ottobre 2011 dal Lincolnshire Aviation Heritage Centre restaurandolo all'aeroporto di Bruntingthorpe. Altri cinque aerei sono esposti in forma statica in Sudafrica e venti nel Regno Unito. Vi sono inoltre quattro ulteriori esemplari in fase di restauro, mentre non è noto lo stato del Buccaneer matricola G-HHAA, che nel 2006 aveva ottenuto un certificato di navigabilità civile.

### Pubblicazioni
- Il Buccaneer di Bruntingthorpe, in Aerei nella storia, nº 90, giugno-luglio 2013, ISSN 1591-1071 (WC · ACNP).